# Zum ewigen Frieden

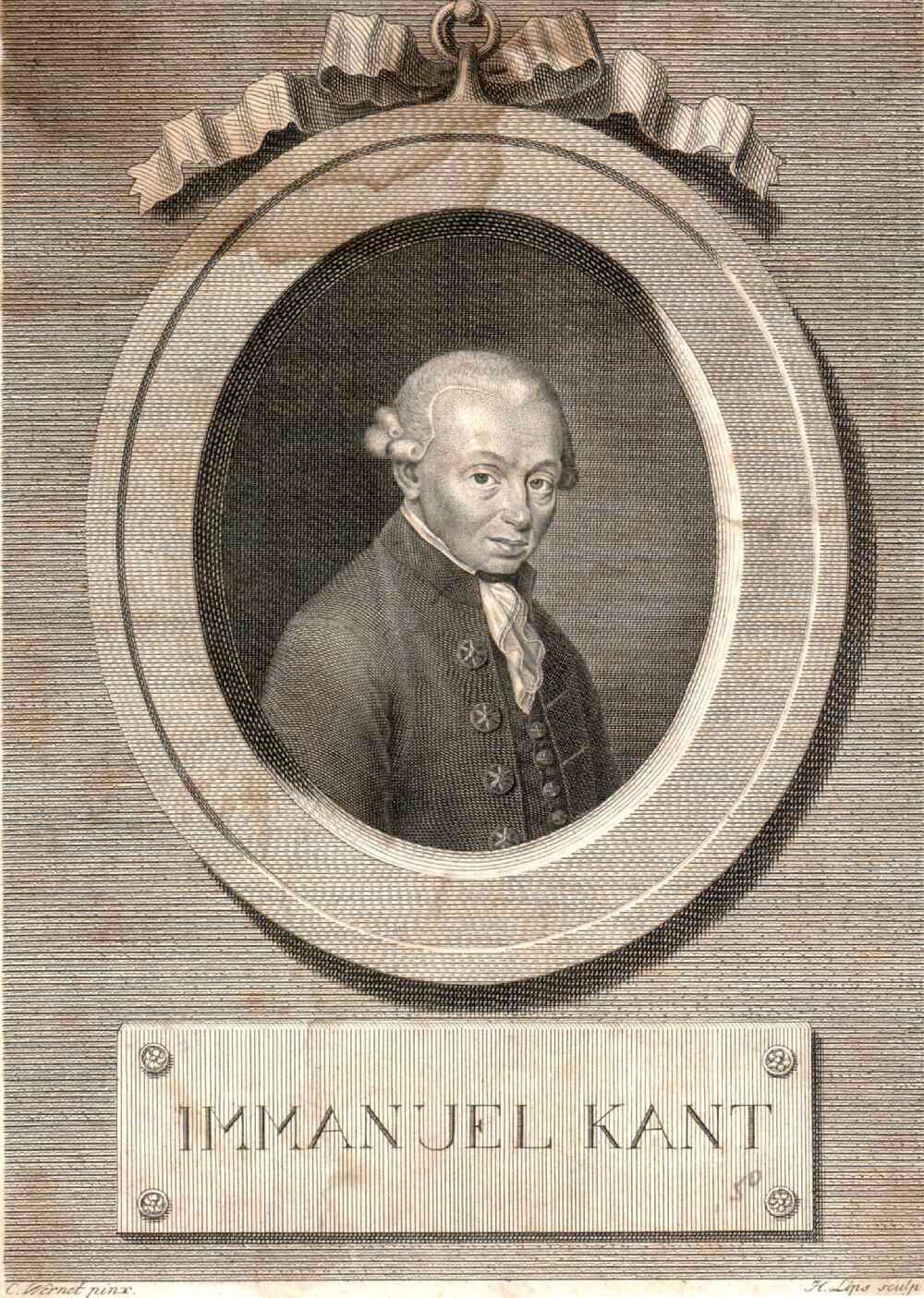
Immanuel Kant

Zum ewigen Frieden is een kort geschrift van Immanuel Kant uit 1795. Kant zet hierin zijn ideeën uiteen over internationale politiek en volkenrecht en hoe een stabiele vrede zou kunnen worden bereikt. Hij stelt daarin dat de drie belangrijkste voorwaarden zijn dat:
1. Landen een republikeinse constitutie moeten hebben (niet per se een democratie);
2. Dat de vrede moet zijn gegrondvest op het volkenrecht (en dus niet gebaseerd op internationale organisatie), en
3. Dat het wereldburgerrecht beperkt zal zijn tot het recht op bezoek van andere landen.

Alleen als aan alle drie voorwaarden is voldaan denkt Kant dat er de mogelijkheid is om tot een duurzame vrede te komen, waarbij extra garanties kunnen worden ingebouwd. Kants idee onderging een heropleving sinds de jaren 1980, toen de Amerikaanse politicoloog Michael Doyle zijn idee opnam en er de theorie over de democratische vrede op bouwde. Deze theorie leunt echter vooral op de eerste voorwaarde voor vrede en theorie van de democratische vrede.

## Vertalingen
- Naar de eeuwige vrede - een filosofisch ontwerp, 2012
- Naar de eeuwige vrede - een filosofisch ontwerp, 2004
- De eeuwige vrede, 1986